# Pałac Tarnowskich w Tarnobrzegu

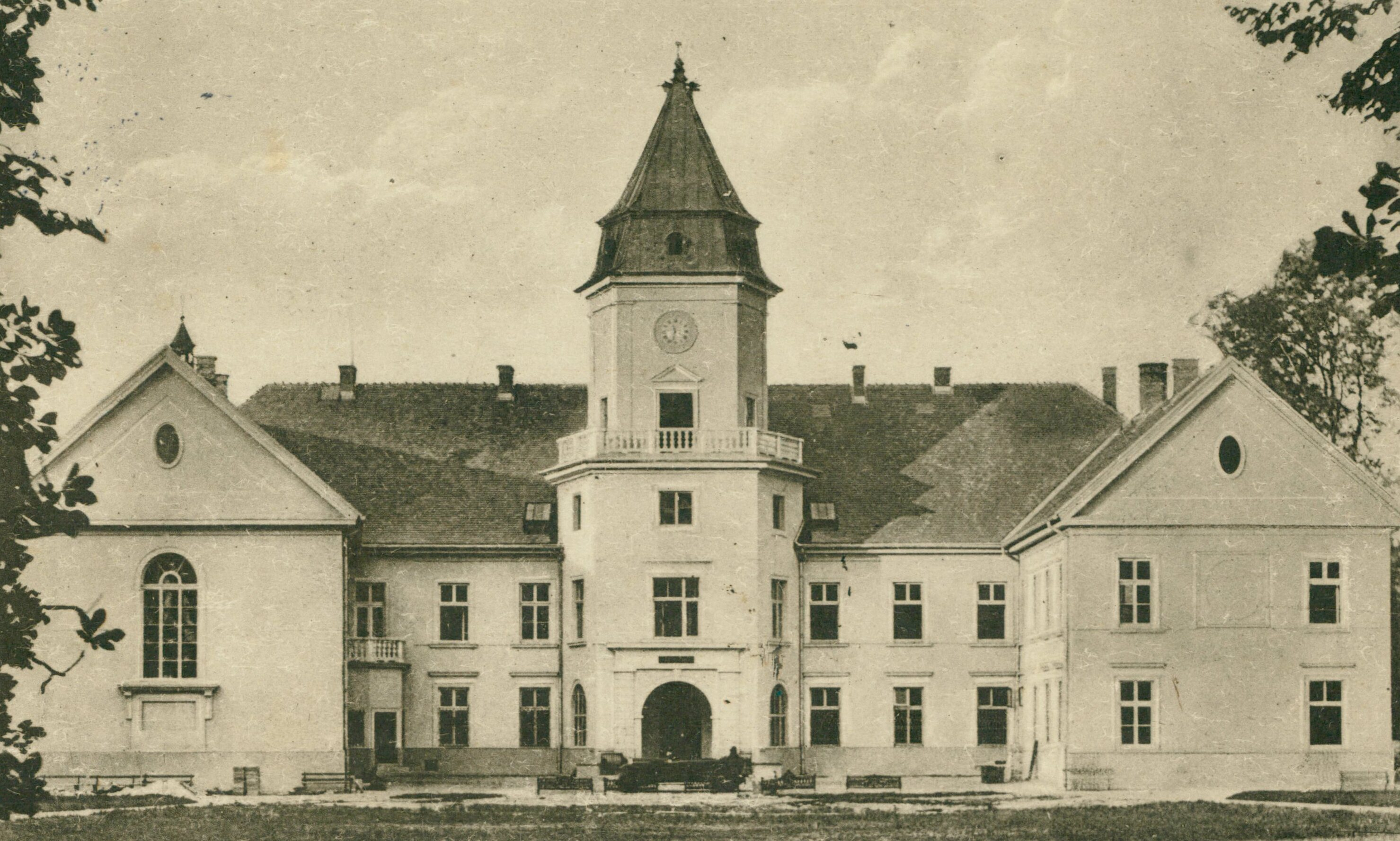
Widok pałacu, około 1930

Pałac Tarnowskich, właśc. Zamek Tarnowskich w Dzikowie (obecnie dzielnica Tarnobrzega), Zamek Dzikowski – zespół rezydencjonalny starszej linii rodziny Tarnowskich herbu Leliwa, będący ich główną siedzibą od 1834 roku. W 2 połowie XVIII wieku zamek przebudowano na barokowy pałac, przekształcony w 1834 w stylu neogotyckim i 1931 roku w stylu wczesnego baroku. 

## Historia

### XV – XIX wiek
W XV wieku w miejscu dzisiejszego pałacu zbudowano wieżowy dwór obronny, który stanowi obecnie część zachodnią pałacu. Na początku XVI wieku Dzików należał do rodu Ossolińskich. W roku 1522 Jan Spytek Tarnowski z Wielowsi kupił Dzików od Andrzeja Ossolińskiego z Ossolina. W wieku XVI do narożnika północno-wschodniego średniowiecznego dworu dostawiono półkolistą w planie basteję. Po 1638 roku Michał Stanisław Tarnowski dobudował do wieży pod kątem prostym nowy ceglany korpus, który obecnie jest głównym skrzydłem pałacu. Zamek dodatkowo otoczył murem na planie pięciokąta z fortyfikacjami bastionowymi i wzmocnił murowaną bramę z przejazdem, którą poprzedzała fosa.  
W latach 70. XVIII wieku zamek przebudował Jan Jacek Tarnowski wznosząc skrzydło wschodnie, w efekcie czego pałac zyskał plan podkowy. W konsekwencji dawny obronny zamek zmienił się w barokowy pałac. Przeobrażeniom uległy wówczas także otaczające budowlę fortyfikację, na które składały się: sucha fosa, budynek bramny oraz mur kurtynowy. Wszystkie te elementy, z wyjątkiem fosy, zostały zlikwidowane w XIX wieku, kiedy to otaczający majątek zyskał charakter parkowy. W 1809 roku zamek zniszczyły wojska austriackie. Dzików stał się główną siedzibą Tarnowskich w 1834 roku, po powstaniu listopadowym.
Po 1834 roku barokowy pałac na polecenie Jana Feliksa Tarnowskiego został przebudowany na rezydencję – muzeum w stylu neogotyku, według projektu architekta Franciszka Marii Lanciego i stał się główną siedzibą rodu.
Tarnowscy zgromadzili w zamku wielkie zbiory dzieł sztuki, bibliotekę i archiwum przeniesione z Horochowa. Od 1834 roku w zamku przechowywano słynną kolekcję Tarnowskich, na którą składały się zbiory malarstwa europejskiego XVI-XVIII wieku, biblioteka (z rękopisem Pana Tadeusza autorstwa Adama Mickiewicza) i archiwum rodowe, a także liczne pamiątki narodowe.
Wokół zamku założono w XIX wieku rozległy park krajobrazowy.

### 20-lecie międzywojenne. Pożar zamku
W 1920 zamek był centralnym punktem formowania oddziału ochotniczego na wojnę polsko-bolszewicką (ochotnicy dzikowscy). 
W 1927 roku w zamku odbył się zjazd dzikowski, na którym doszło do spotkania pomiędzy galicyjskimi konserwatystami a przedstawicielami Sanacji. 
W wyniku bardzo dużych mrozów instalacja wodociągowa w zamku zamarzała. Służba od pewnego czasu starała przywrócić jej sprawność ogrzewając rury lampami benzynowymi. Wieczorem po kolejnych nieudanych próbach udali się na spoczynek. Tuż po północy 21 grudnia 1927 roku, służący robił obchód całego budynku, ale nie zauważył tlącego się na strychu ognia.
Płomienie dostrzegła prawdopodobnie ok. 3 nad ranem służąca, która obudziła mieszkającego w zamku wraz ze swoją rodziną, bibliotekarza i nauczyciela w położonym nieopodal gimnazjum, Michała Marczaka. Zdając sobie sprawę z zagrożenia dla bezcennych zbiorów kultury narodowej, które znajdują się w zamkowej bibliotece, starał się je ratować z pomocą służby, a potem także zaalarmowanych mieszkańców Dzikowa oraz uczniów gimnazjum, w którym uczył. Przybyła straż pożarna z powodu zamarzniętych hydrantów próbowała ugasić pożar śniegiem.
Zbiory znajdujące się w bibliotece starało się ocalić 18 osób, byli to w większości uczniowie gimnazjum, a wraz z nimi porucznik Mastalski oraz Alfred Freyer, lekkoatleta, ośmiokrotny mistrz Polski i 14-krotny rekordzista kraju w biegach na długich dystansach. Płonący strop biblioteki zapadł się, zabijając 9 osób, w tym Freyera. Kilka minut później komendant policji zarządził bezwzględną ewakuację z budynku. Część bezcennych zbiorów udało się uratować.
W czasie pożaru właściciel zamku, hrabia Zdzisław Jan Tarnowski przebywał w Krakowie, a jego matka, Zofia z Zamoyskich Tarnowska, pozostała w Dzikowie i została uratowana z płonącego zamku.
W 1931 roku zamek odbudowano według projektu prof. Wacława Krzyżanowskiego. 

### Historia najnowsza
W 1972 roku w zamkowych piwnicach odnaleziono kolekcję cennych sreber, która została następnie przewieziona do zamku w Łańcucie.
Do roku 2007 mieściło się tutaj Technikum Rolnicze. W 2011 roku zakończył się gruntowny remont zamku, przystosowujący go do funkcji muzealnej. Przeprowadzone zostały renowacje piwnic oraz poddasza i zaadaptowane pod sale muzealne.
Z inicjatywy prezydenta Tarnobrzega, Norberta Mastalerza, od sezonu 2010/2011 klub tenisa stołowego KTS Tarnobrzeg nosił przez jakiś czas nazwę KTS Zamek Tarnobrzeg. Zmiana nazwy klubu miała na celu promocję Zamku Dzikowskiego w Tarnobrzegu.
Część zabudowań podworskich w pobliżu pałacu została zaadaptowana do nowych roli. W kordegardzie przy bramie prowadzącej do zamku urządzono sklep z pamiątkami, a w budynku dawnej stajni i ujeżdżalni koni siedzibę ma Regionalne Centrum Promocji Obszaru Natura 2000 Tarnobrzeska Dolina Wisły z muzeum przyrodniczym.

## Muzeum Historyczne Miasta Tarnobrzega
Od 2011 zamek jest siedzibą Muzeum Historycznego Miasta Tarnobrzega; dotychczasowa siedziba muzeum została przekształcona w Muzeum Polskiego Przemysłu Siarkowego (będące jego oddziałem).

## Galeria

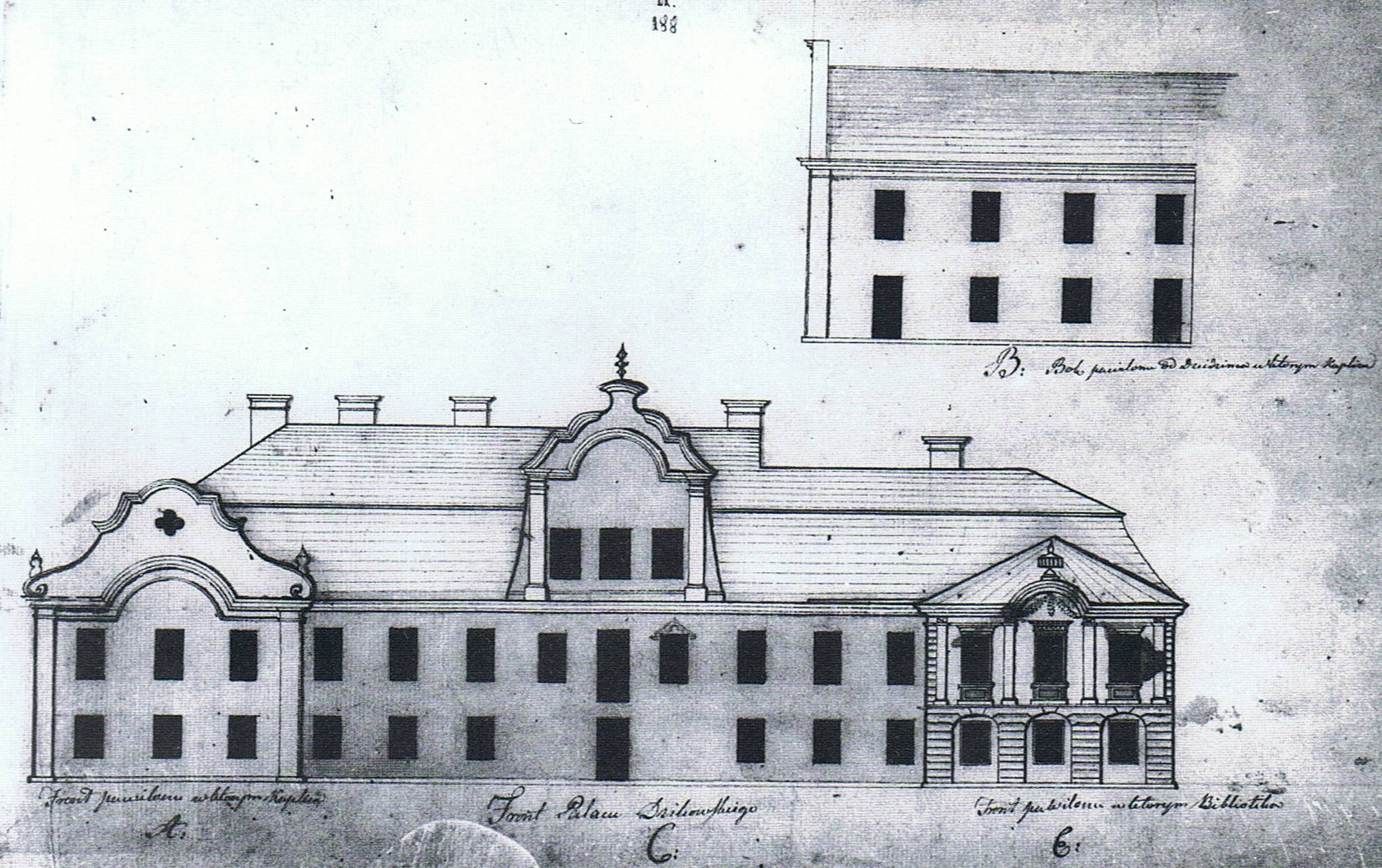
Pałac w Dzikowie w 1775 roku
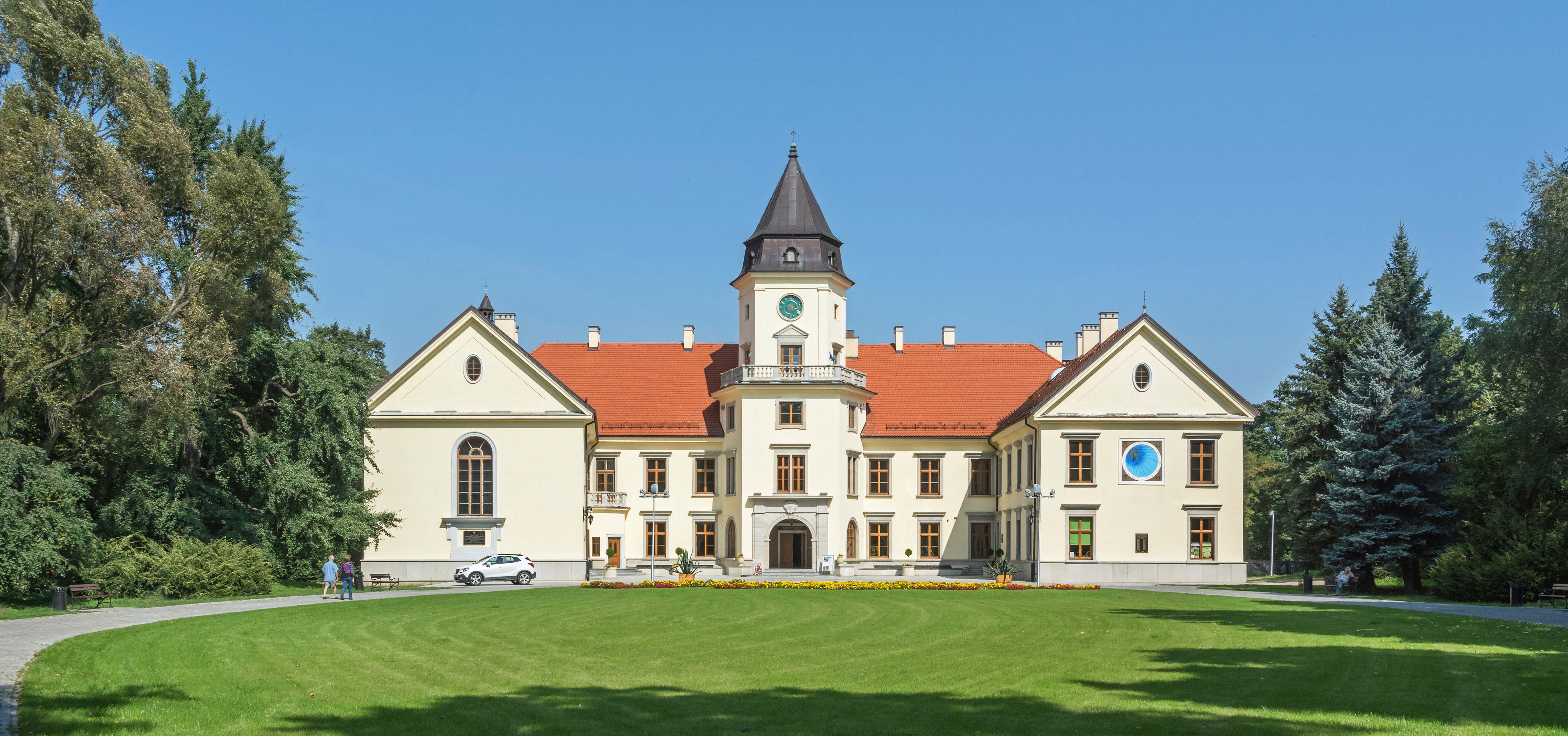
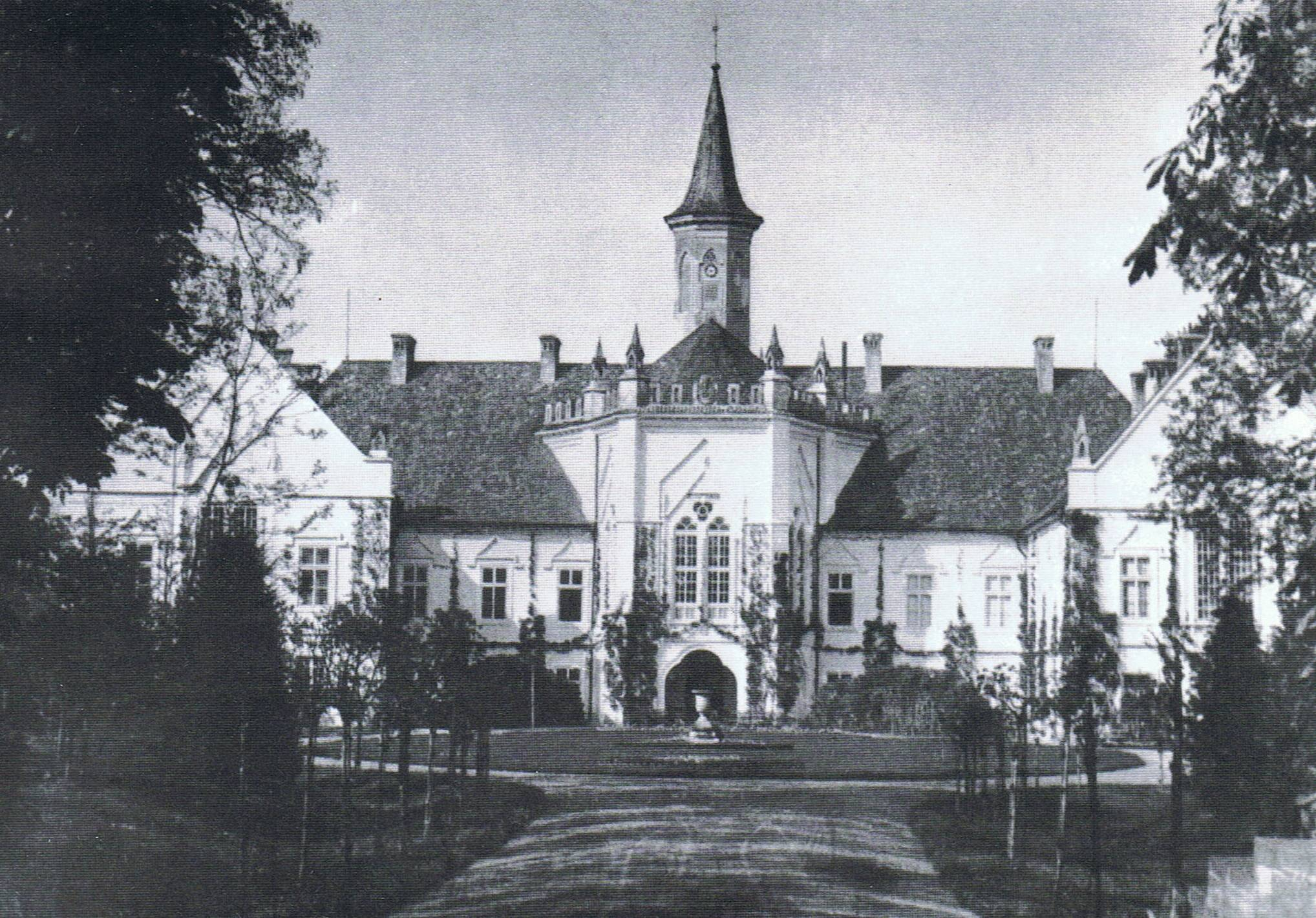
Zamek przed 1912 r.
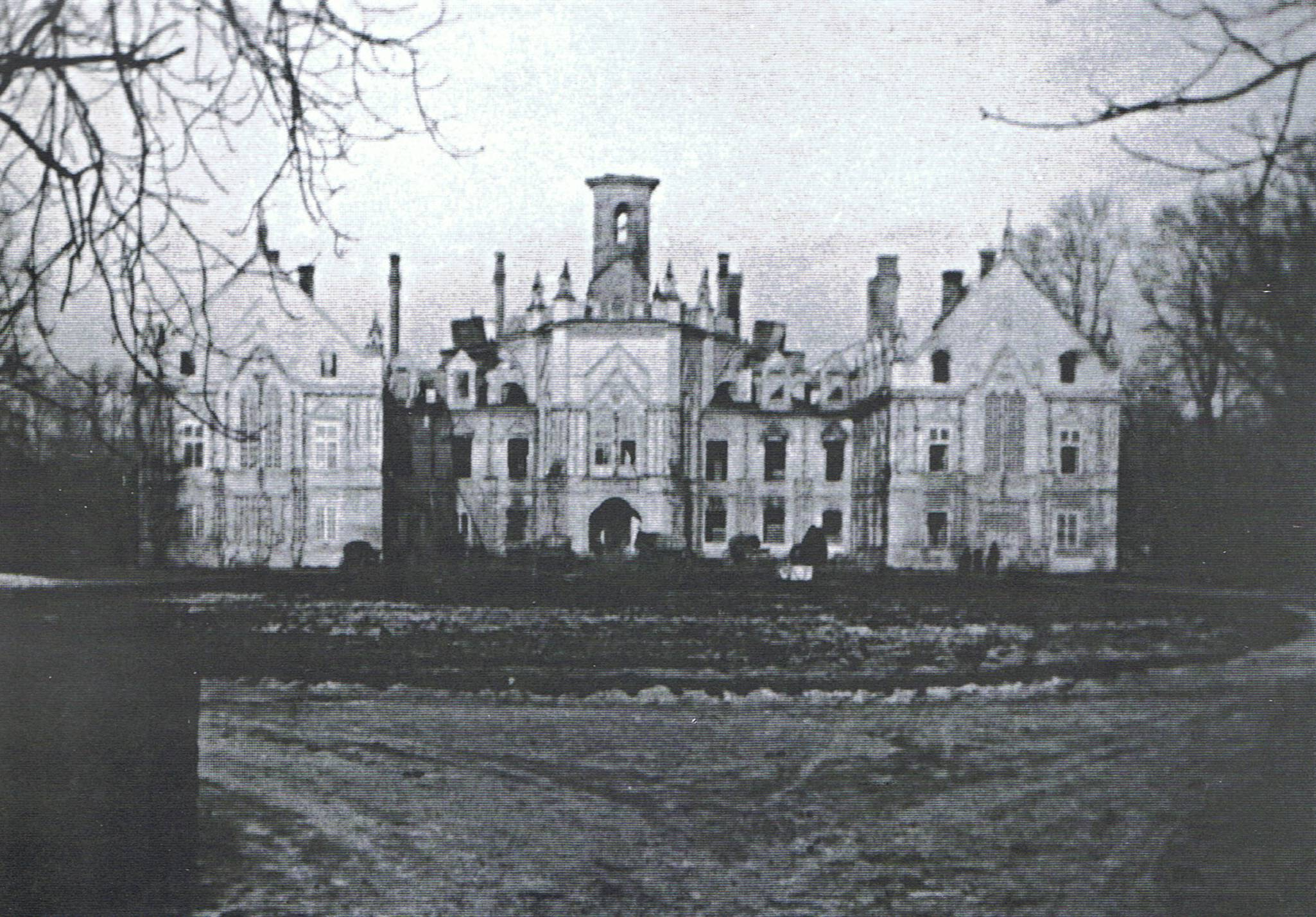
Spalony zamek w roku 1927
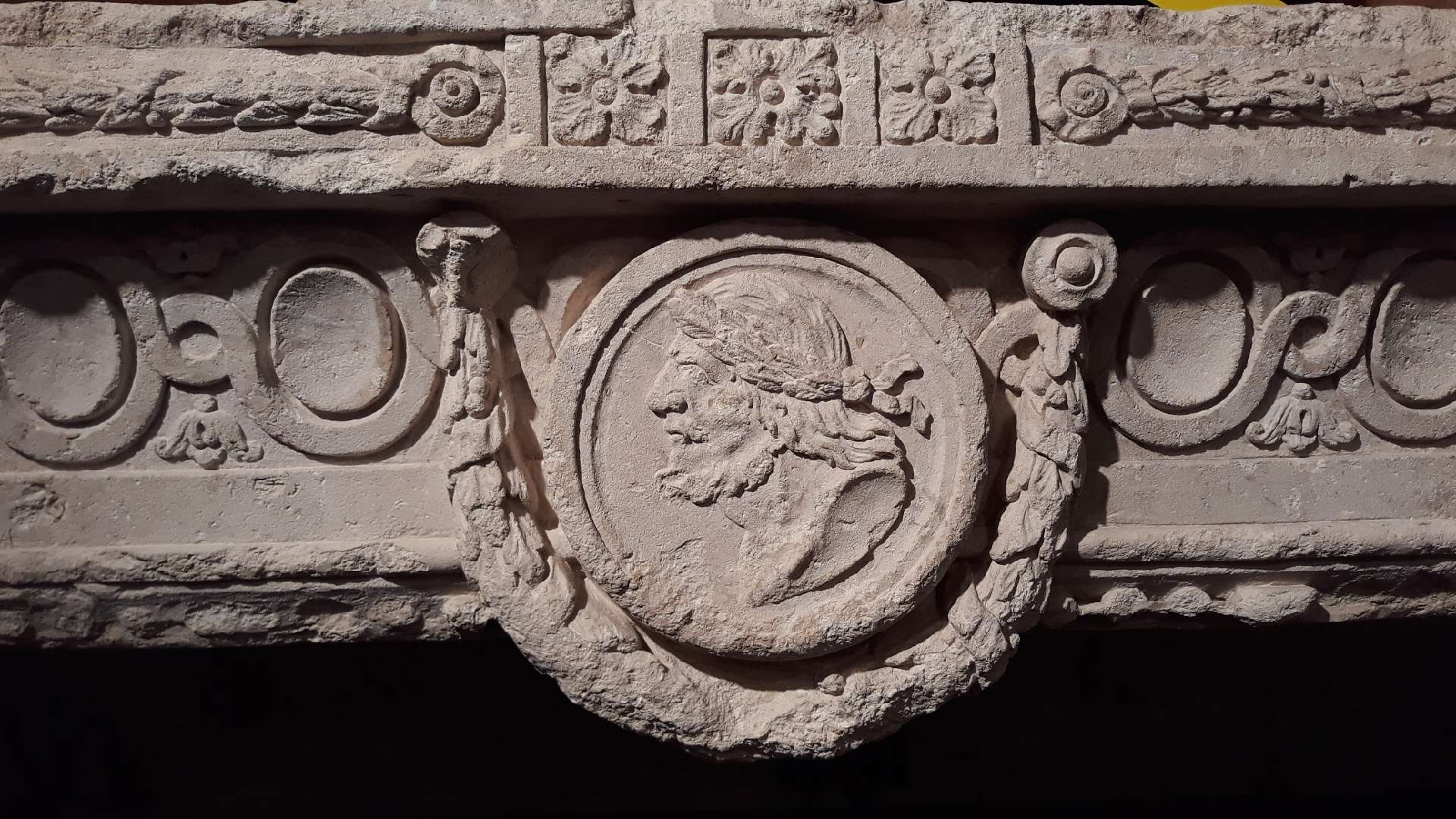
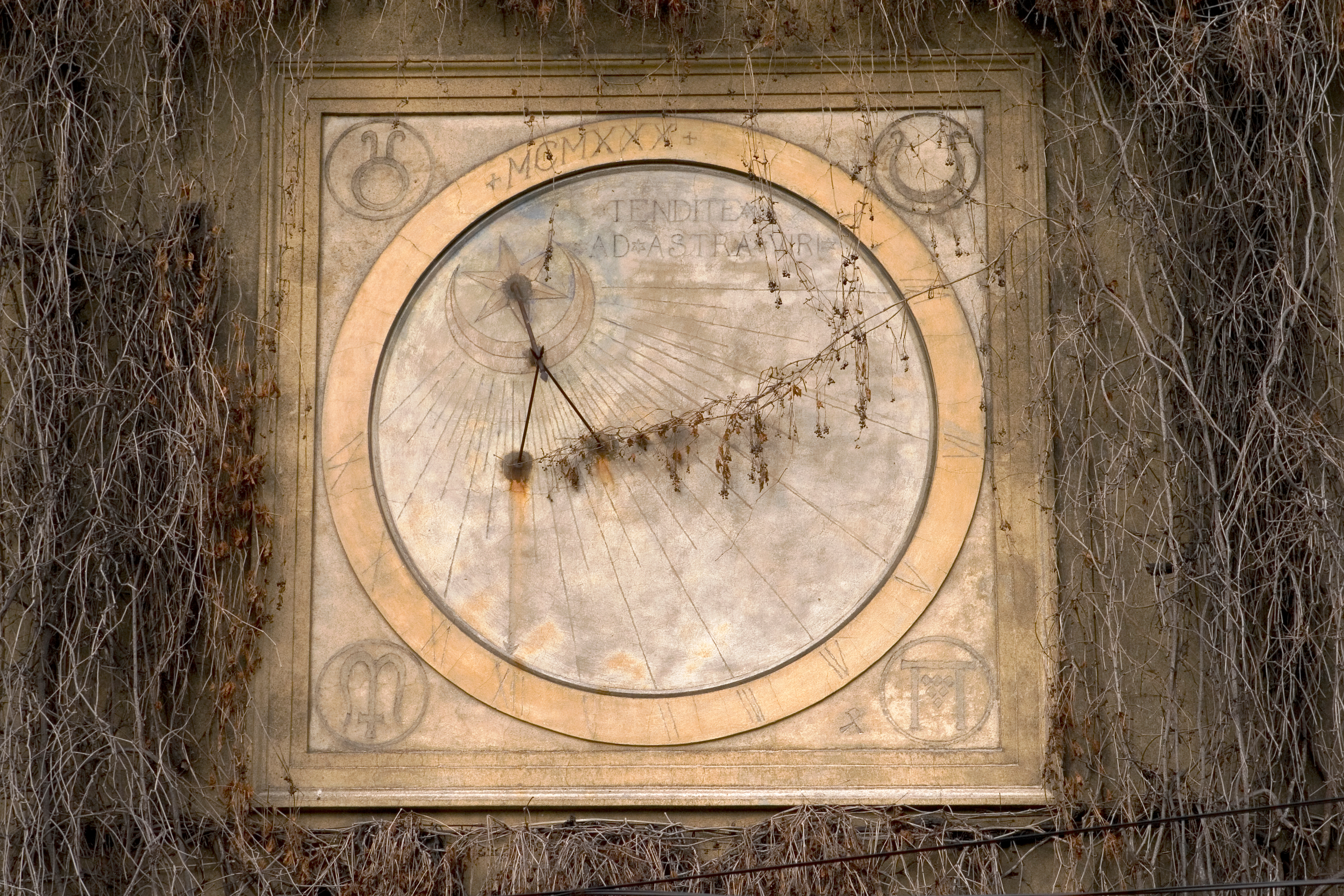
Zegar słoneczny przed renowacją znajdujący się na frontowej ścianie budynku. Na tarczy wypisane motto rodu Tarnowskich "Tendite ad astra viri"
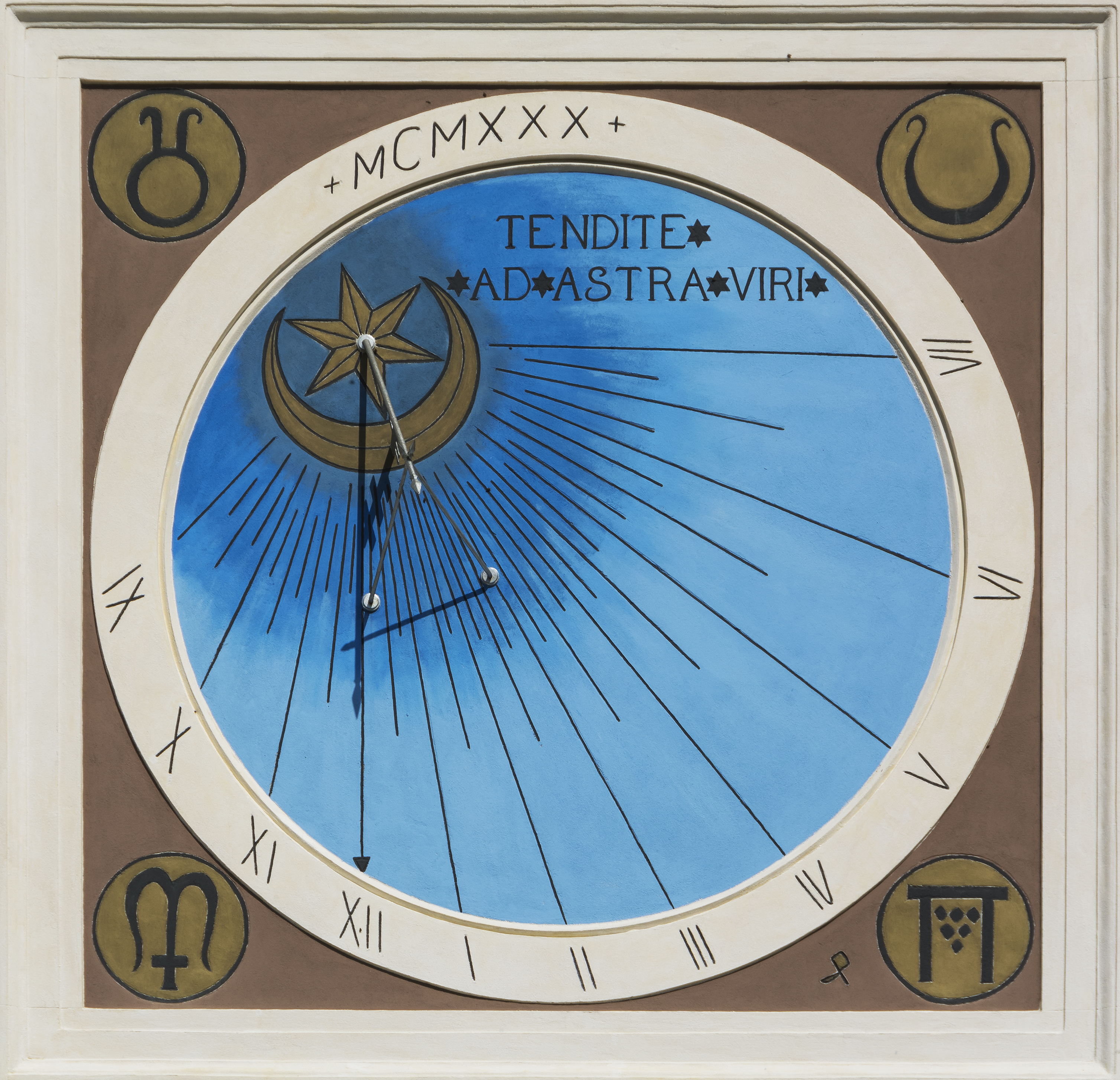
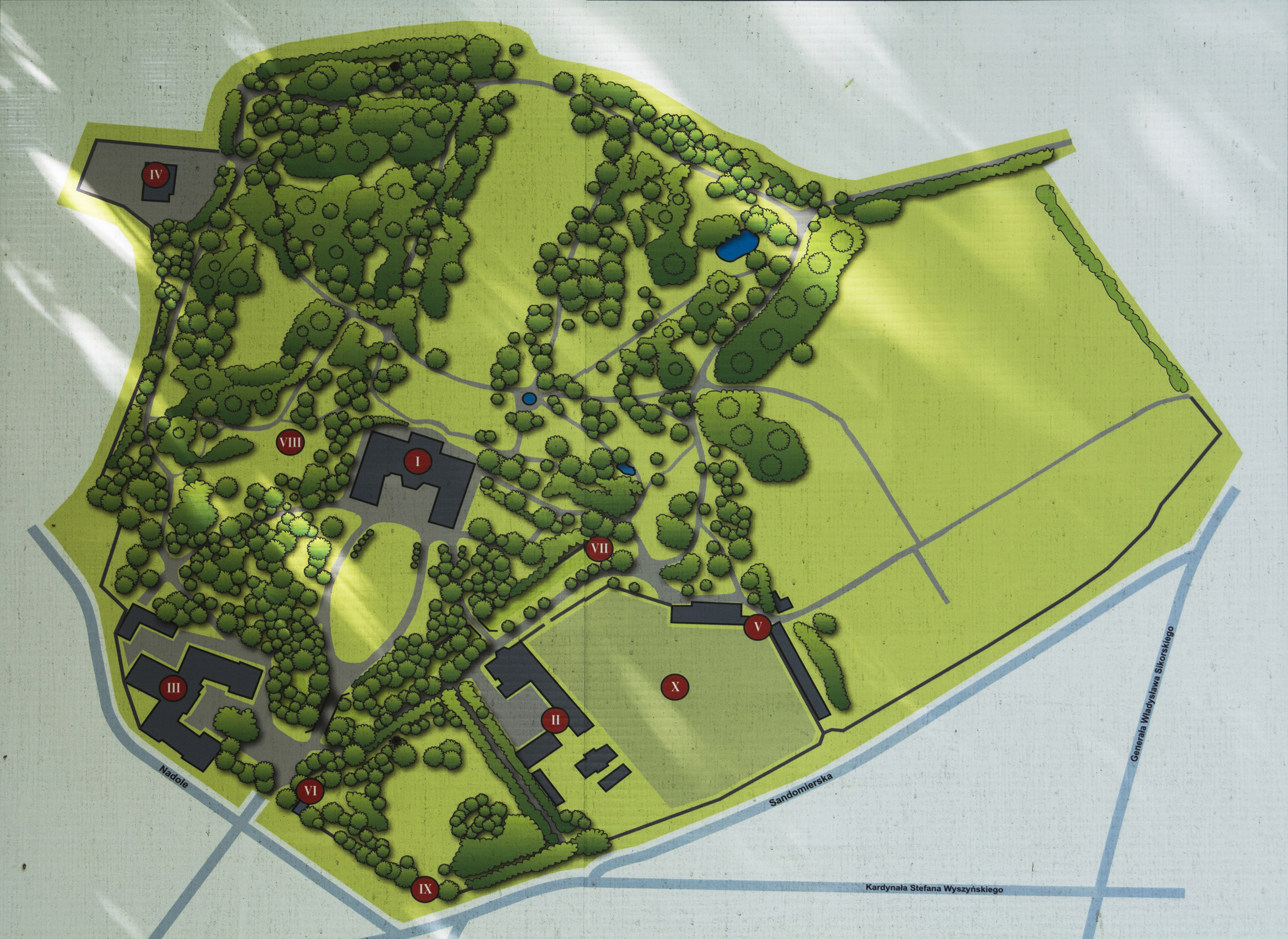
Plan parku pałacowego
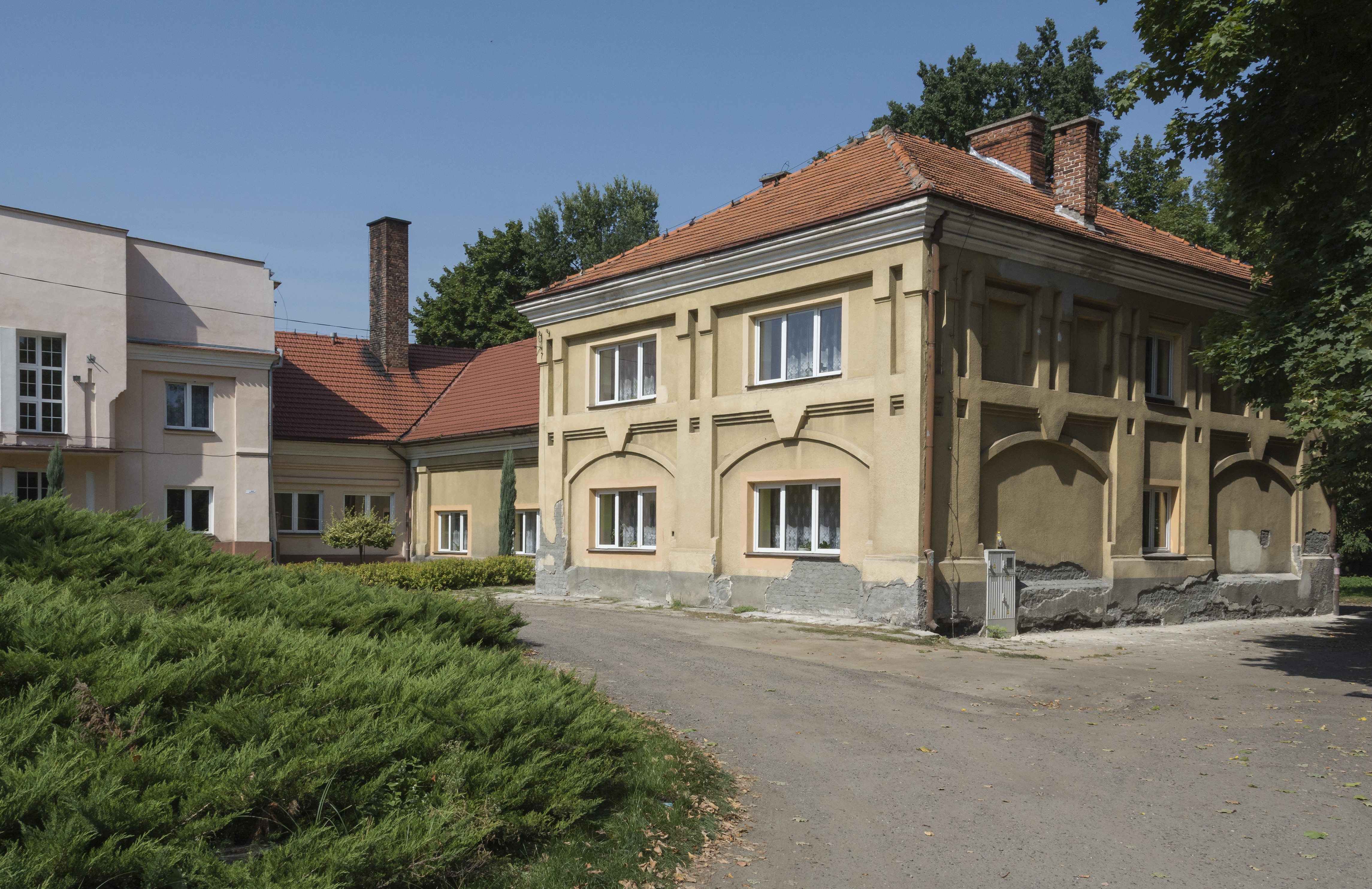
Stajnie pałacowe
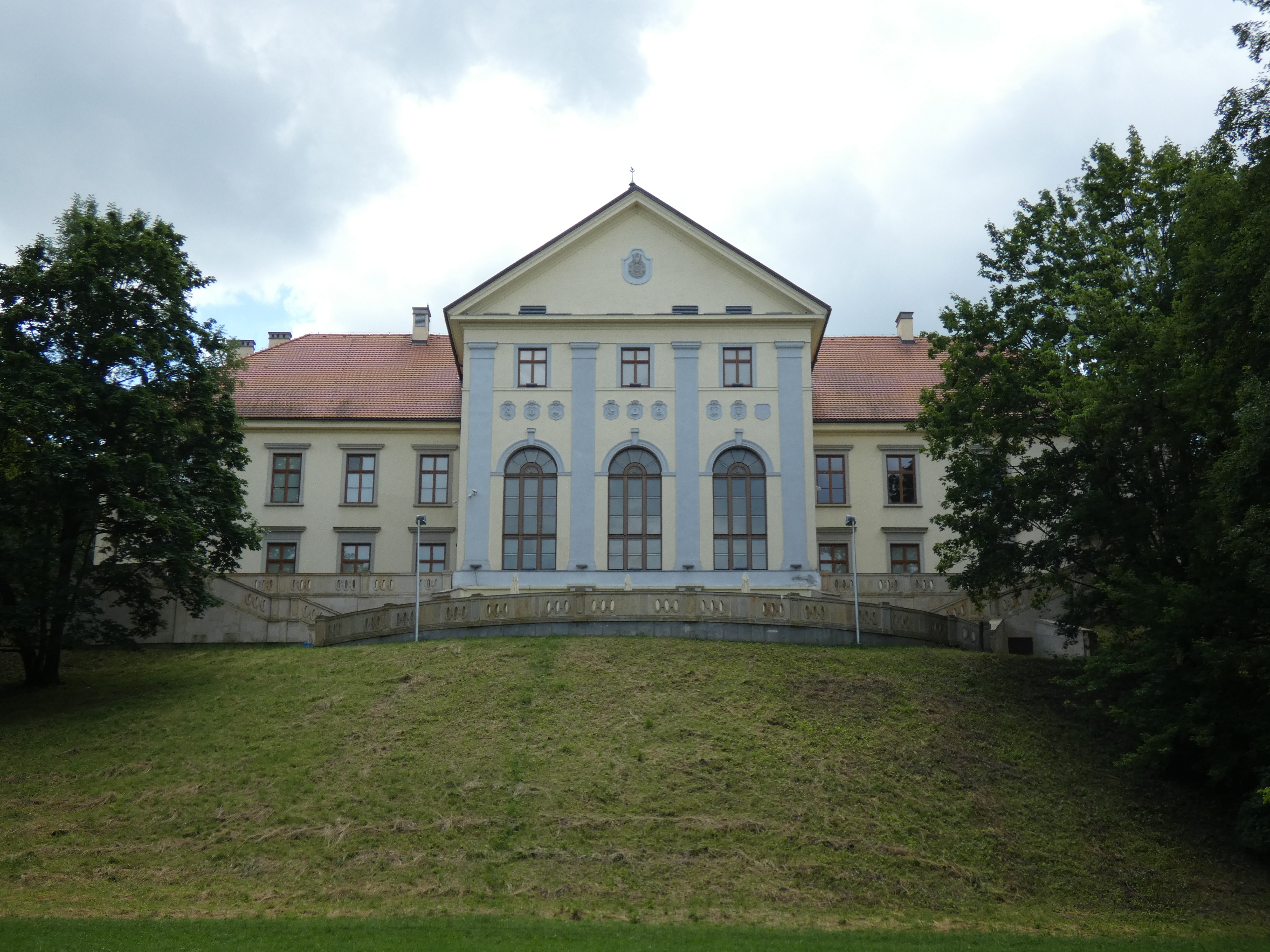
Fasada ogrodowa